# Humberto Brenes
Humberto Brenes (8 de mayo de 1951) es un jugador profesional de póker de Costa Rica. Actualmente Brenes reside en Miami Lakes, Florida con su esposa Patricia y sus tres hijos, José Humberto, Roberto y Jessica.
Brenes comenzó su carrera de juegos de azar jugando bacará, pero luego se pasó al póker. Comenzó a jugar en torneos en 1974 y se convirtió en un jugador regular de torneos en 1988. Hasta 2013, sus ganancias totales en torneos en vivo superan los $6 000 000. Sus 72 cobros en la WSOP representan $2 264 333 de esas ganancias, las cuales atribuye en gran medida a su mentor y entrenador, Andrés «El Pemorado» Calderón.
Humberto Brenes ha sido seleccionado entre los 10 finalistas para ingresar al salón de la fama del póker 2013.

## Brazaletes de la Serie Mundial de Póker
| Año  | Torneo                 | Premio (US$) |
| ---- | ---------------------- | ------------ |
| 1993 | $2,500 Limit Hold'em   | 149 000      |
| 1993 | $2,500 Pot Limit Omaha | 128 000      |